# IC 4999
IC 4999 ist eine aktive Balken-Spiralgalaxie vom Hubble-Typ SBc im Sternbild Steinbock auf der Ekliptik. Sie ist schätzungsweise 144 Millionen Lichtjahre von der Milchstraße entfernt und hat einen Durchmesser von etwa 85.000 Lichtjahren. Vom Sonnensystem aus entfernt sich die Galaxie mit einer errechneten Radialgeschwindigkeit von näherungsweise 3.200 Kilometern pro Sekunde. Gemeinsam mit NGC 6907 und IC 5005 bildet sie die gravitativ gebundene NGC 6907-Gruppe oder LGG 436.
Im selben Himmelsareal befinden sich unter anderem die Galaxien PGC 771938, PGC 777275, PGC 773470, PGC 773499.
Das Objekt wurde vom US-amerikanischen Astronomen Edward Emerson Barnard entdeckt.